# Thomas Inskip
Thomas Inskip (5 marzo 1876 – 11 ottobre 1947) è stato un politico inglese.

## Biografia
Dal 13 marzo 1936 fino al 29 gennaio 1939 fu ministro per il Coordinamento della Difesa, nuovo ministero istituito dal Primo Ministro Stanley Baldwin; Inskip mantenne il suo ruolo anche nel successivo governo di Neville Chamberlain. In quel periodo, a proposito della preparazione bellica del settore aereo, aveva sostenuto, contro il parere dominante, che doveva essere intensificata la produzione di nuovi caccia, modificando il rapporto bombardieri-caccia a favore dei secondi. Inskip affermava:
Nel 1938 il rapporto bombardieri-caccia da due a uno fu modificato in cinque a tre. Dopo lo scoppio della seconda guerra mondiale, ma soprattutto durante la battaglia d'Inghilterra, risultò esplicita la teoria di Inskip.
Allo scoppio della guerra fu elevato al rango di Visconte di Caldecote.